# Numerele de înmatriculare auto în Germania

Harta numerelor de înmatriculare din Germania LDS

Formatul actual al numerelor de înmatriculare ale vehiculelor germane (Kraftfahrzeug-Kennzeichen sau Nummernschilder) este în uz din 1994. Numerele sunt alcătuite din o eurobandă albastră pe stânga plăcuței, cu codul de țară scris cu text alb (D = Deutschland pentru Germania) și drapelul Uniunii Europene (12 stele aurii formează un cerc pe un fond albastru).
Numărul de litere din codul de prefix al districtului (kreis) reflectă, în mare parte dimensiunea acestuia. Ideea de bază a fost de a uniformiza numărul de cifre pe toate plăcuțele de înmatriculare, deoarece cele mai mari  districte (kreis) ar avea mai multe cifre după prefix pentru mai multe mașini. Cele mai mari orașe germane, în general, au un cod format dintr-o singură literă (B = Berlin, M = München, K = Köln, F = Frankfurt pe Main, L = Leipzig, S = Stuttgart), dar cele mai multe districte (kreis) din Germania au codul format din două sau trei litere. De aceea, orașe sau districte (rurale) cu litere mai puține sunt, în general, presupuse a fi mai mari și mai importante.
| Indicativ auto | Capitala landului | Land (Bundesländer)                |    |      |                    |
| B              | Berlin            | Berlin                             |    |      |                    |
| HB             | Bremen            | Brema                              |    |      |                    |
| DD             | Dresda            | Saxonia                            |    |      |                    |
| D              | Düsseldorf        | Renania de Nord - Westfalia        |    |      |                    |
| EF             | Erfurt            | Turingia                           |    |      |                    |
| HH             | Hamburg           | Hamburg                            |    |      |                    |
| H              | Hanovra           | Saxonia Inferioară                 |    |      |                    |
| KL             | Kaiserslautern    | Rheinald Pfalz                     | KI | Kiel | Schleswig-Holstein |
| MZ             | Mainz             | Renania-Palatinat                  |    |      |                    |
| MD             | Magdeburg         | Saxonia-Anhalt                     |    |      |                    |
| M              | München           | Bavaria                            |    |      |                    |
| P              | Potsdam           | Brandenburg                        |    |      |                    |
| PA             | Passau            | Bavaria                            |    |      |                    |
| PI             | Pinneberg         | Hamburg                            |    |      |                    |
| SB             | Saarbrücken       | Saarland                           |    |      |                    |
| SN             | Schwerin          | Mecklenburg – Pomerania Inferioară |    |      |                    |
| S              | Stuttgart         | Baden-Württemberg                  |    |      |                    |
| WI             | Wiesbaden         | Hessa                              |    |      |                    |

| Indicativ auto | Localitatea     | Land (Bundesländer)                |
| AC             | Aachen          | Renania de Nord - Westfalia        |
| A              | Augsburg        | Bavaria                            |
| BI             | Bielefeld       | Renania de Nord - Westfalia        |
| BO             | Bochum          | Renania de Nord - Westfalia        |
| BN             | Bonn            | Renania de Nord - Westfalia        |
| BS             | Braunschweig    | Saxonia Inferioară                 |
| DO             | Dortmund        | Renania de Nord - Westfalia        |
| DU             | Duisburg        | Renania de Nord - Westfalia        |
| EF             | Erfurt          | Turingia                           |
| E              | Essen           | Renania de Nord - Westfalia        |
| FR             | Freiburg        | Baden-Württemberg                  |
| GE             | Gelsenkirchen   | Renania de Nord - Westfalia        |
| HA             | Hagen           | Renania de Nord - Westfalia        |
| HAM            | Hamm            | Renania de Nord - Westfalia        |
| HAL            | Halle           | Saxonia-Anhalt                     |
| KA             | Karlsruhe       | Baden-Württemberg                  |
| KS             | Kassel          | Hessa                              |
| KI             | Kiel            | Schleswig-Holstein                 |
| K              | Köln            | Renania de Nord - Westfalia        |
| KR             | Krefeld         | Renania de Nord - Westfalia        |
| KN             | Konstanz        | Baden-Württemberg                  |
| L              | Leipzig         | Saxonia                            |
| HL             | Lübeck          | Schleswig-Holstein                 |
| MD             | Magdeburg       | Saxonia-Anhalt                     |
| MA             | Mannheim        | Baden-Württemberg                  |
| MG             | Mönchengladbach | Renania de Nord - Westfalia        |
| MS             | Münster         | Renania de Nord - Westfalia        |
| N              | Nürnberg        | Bavaria                            |
| OB             | Oberhausen      | Renania de Nord - Westfalia        |
| HRO            | Rostock         | Mecklenburg – Pomerania Inferioară |
| SG             | Solingen        | Renania de Nord - Westfalia        |
| WI             | Wiesbaden       | Hessa                              |
| HU             | Hanau           | Hessa                              |
| WIT            | Witten          | Renania de Nord - Westfalia        |
| W              | Wuppertal       | Renania de Nord - Westfalia        |